# Waldpark Wilhelmshain
Der Waldpark Wilhelmshain ist eine Parkanlage in Hanerau-Hademarschen im deutschen Bundesland Schleswig-Holstein. Am östlichen Ortseingang von Hanerau-Hademarschen befindet sich am Mühlenteich das Herrenhaus von 1835. Durch den zum Gut gehörenden Park führen Spazierwege zu alten Kaskaden, Lichtungen oder Grotten sowie zu einer Bronzeplastik des Dichters Theodor Storm, der im Park gerne spazieren ging.

## Waldfriedhof
Einzigartig in Norddeutschland ist der im Park gelegene Waldfriedhof, der 1805 vom damaligen Gutsherrn Johann-Wilhelm Mannhardt nach Ordnung der Herrnhuter Brüdergemeine angelegt wurde. Als Vorbild diente der 1730 angelegte Herrnhuter Gottesacker in Herrnhut, auf dem die Brüdergemeine erstmals ihre Vorstellungen von der Gleichheit vor dem Tod und der Ruhe vor der Auferstehung in Form eines Gottesackers umsetzte.
Der Gottesacker in Hanerau ist in sechs Felder eingeteilt. Der breite Mittelweg trennt die Geschlechter. Im oberen Drittel liegen Verheiratete, deren Grabstellen spiegelbildlich angeordnet sind. Die beiden mittleren Felder waren anfänglich nur für Jünglinge und Jungfrauen vorgesehen, die unteren für Kinder. Alle Entschlafenen wurden mit dem Kopf nach Osten beigesetzt.

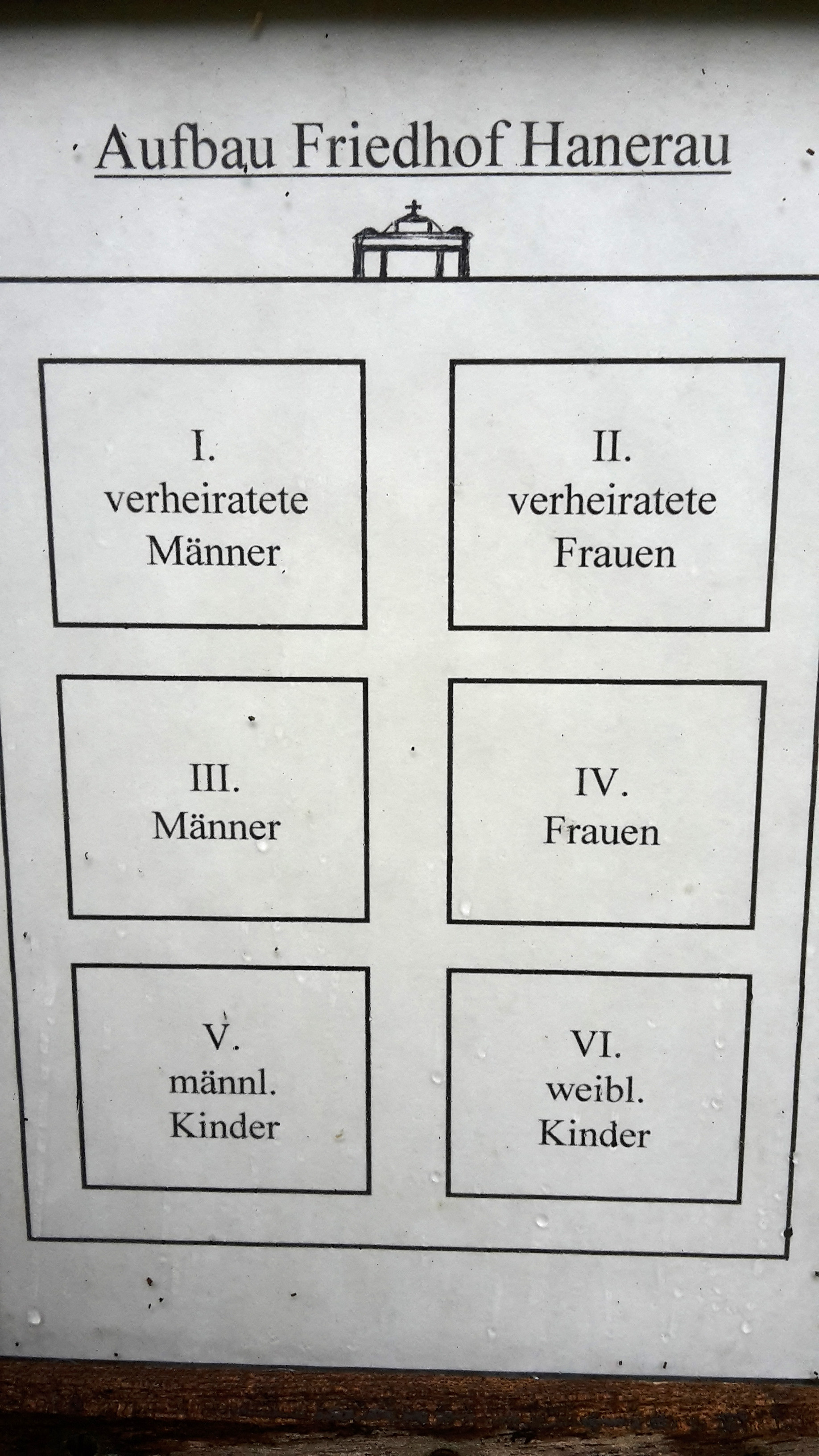
Friedhofsstruktur
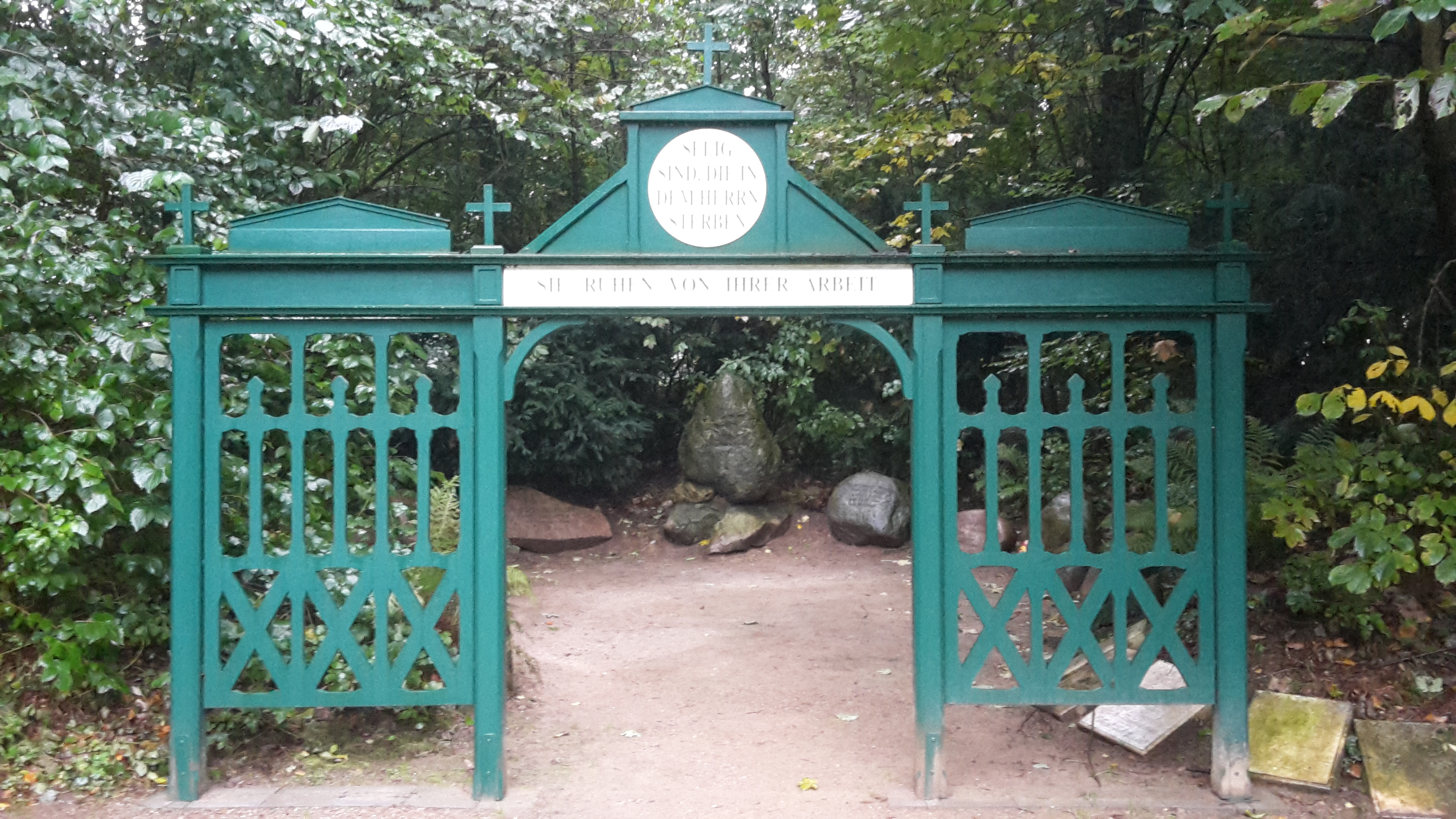
Friedhofstor von der Friedhofsseite
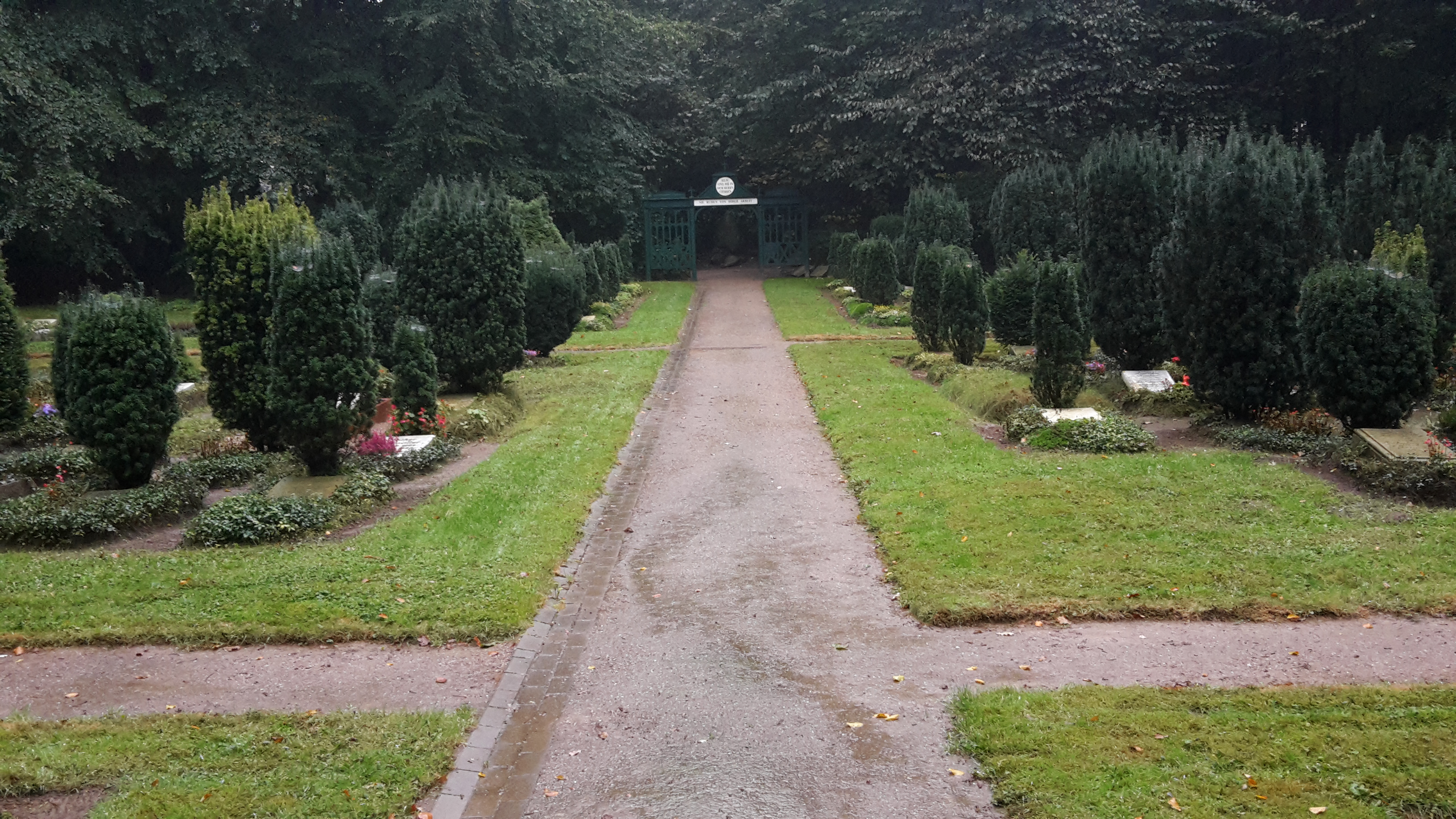
Mittelweg
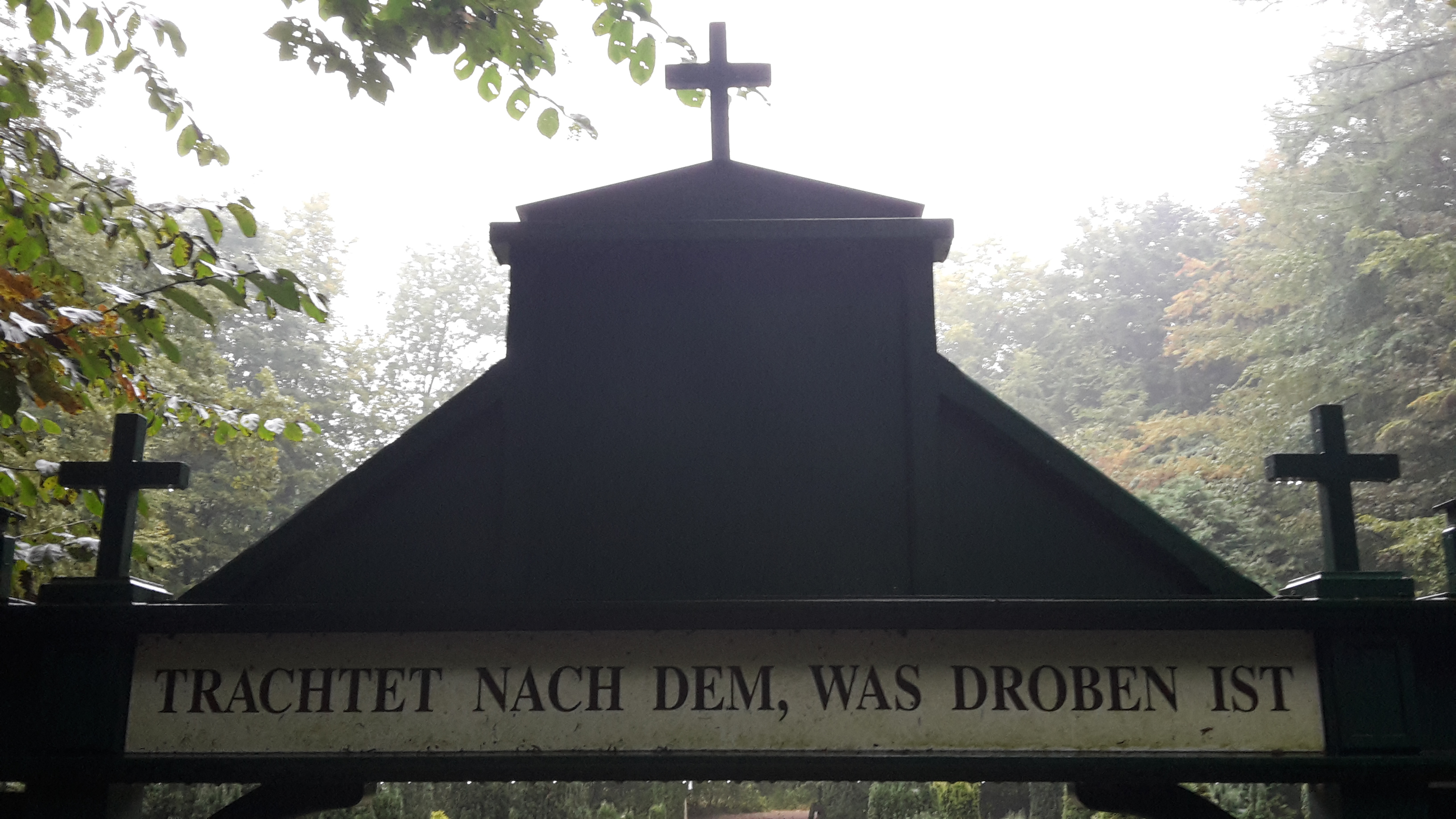
Friedhofstor Detail

## Storm-Skulptur
Die lebensgroße Bronzeskulptur des Schriftstellers Theodor Storm wurde am 19. Mai 1993 eingeweiht und war bei der Errichtung das dritte Denkmal, das an den Lyriker erinnert. Geschaffen wurde sie vom Bildhauer Werner Löwe aus Thüringen. Zuvor gab es seit 1898 die von Adolf Brütt geschaffene Storm-Büste im Husumer Schlosspark und die 1988 eingeweihte Skulptur im Heilbad Heiligenstadt.
Der Überlieferung nach, hielt sich Storm während seiner Zeit in Hademarschen gerne am heutigen Standort der Skulptur am Waldfriedhof auf. Storms Tochter Gertrud beschrieb in ihren Erinnerungen: „Es gehörte zu den heimlichen Freunden meines Vaters, seine Gäste zu einem kleinen, im Park von Hanerau verborgenen Mennonitenkirchhof (Gemeint ist der oben beschriebene Waldfriedhof) zu führen. Auch das anmutige, im Schatten alter Kastanien gelegene Dorf Hanerau ging es über Wiesen und lauschige Waldwege durch ein lebendiges Tor zu diesem friedlichen Fleckchen Erde. Wenn dann unser Gast, ganz vertieft im Gespräch, aufblickend sich plötzlich auf einem stillen, grünen Friedhof erblickte, war meinem Vater die Überraschung wieder einmal gelungen.“

## Waldpark
Zwischen 1812 und 1816 wurde westlich der Zufahrt zum Gut der Park im Stil englischer Landschaftsgärten angelegt und nach dem beauftragenden Gutsherrn Mannhardt auch Wilhelmshain genannt. Mit Laub- und Nadelgehölzen sowie terrassenförmig gestaffelten Fischteichen kombinierte der Park auf zehn Hektar die forst- und fischereiwirtschaftliche Nutzung mit einem ästhetischen und sozialen Anspruch. Der Waldpark gilt als erster Volksgarten Schleswig-Holsteins.

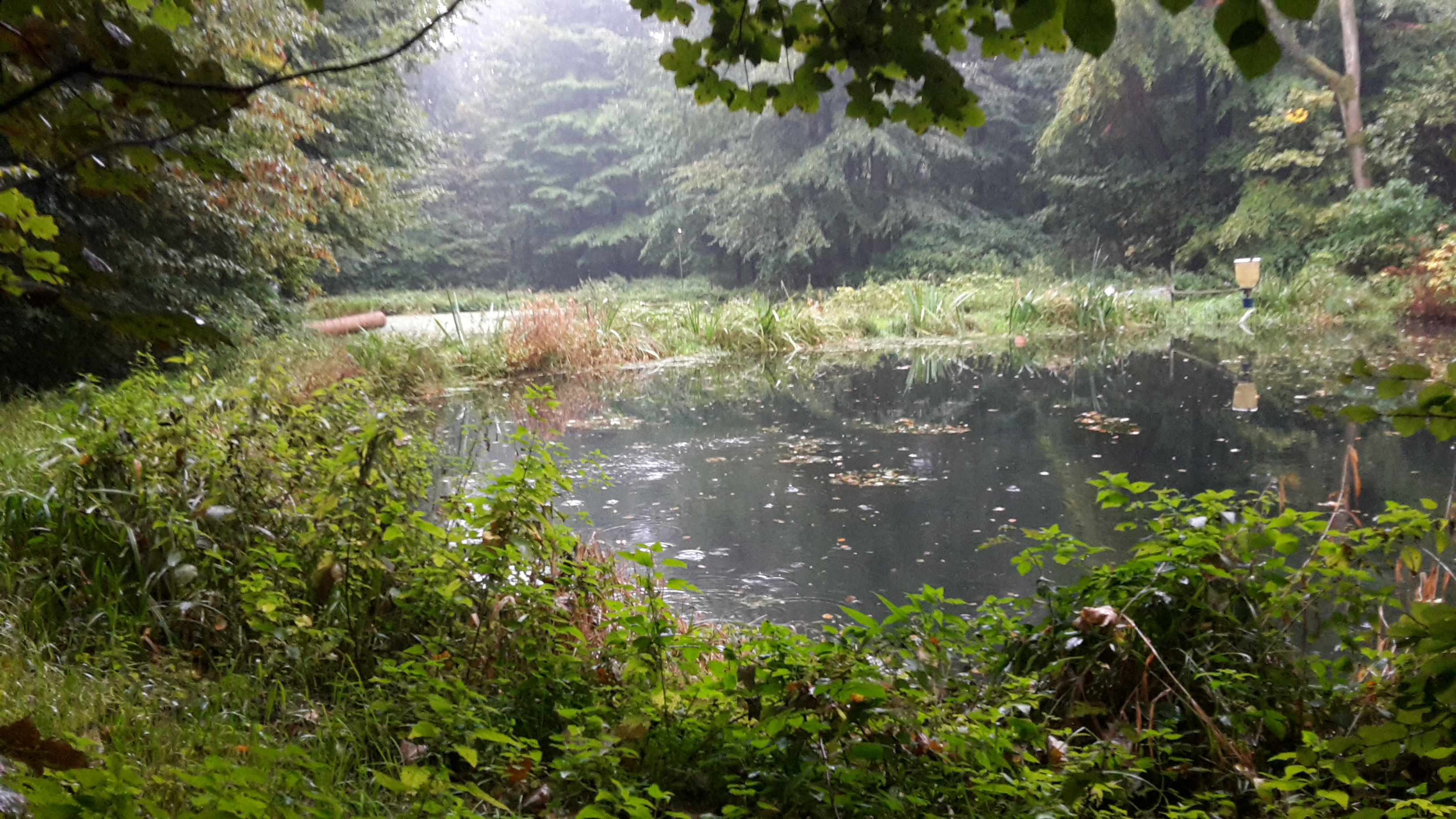
Teiche
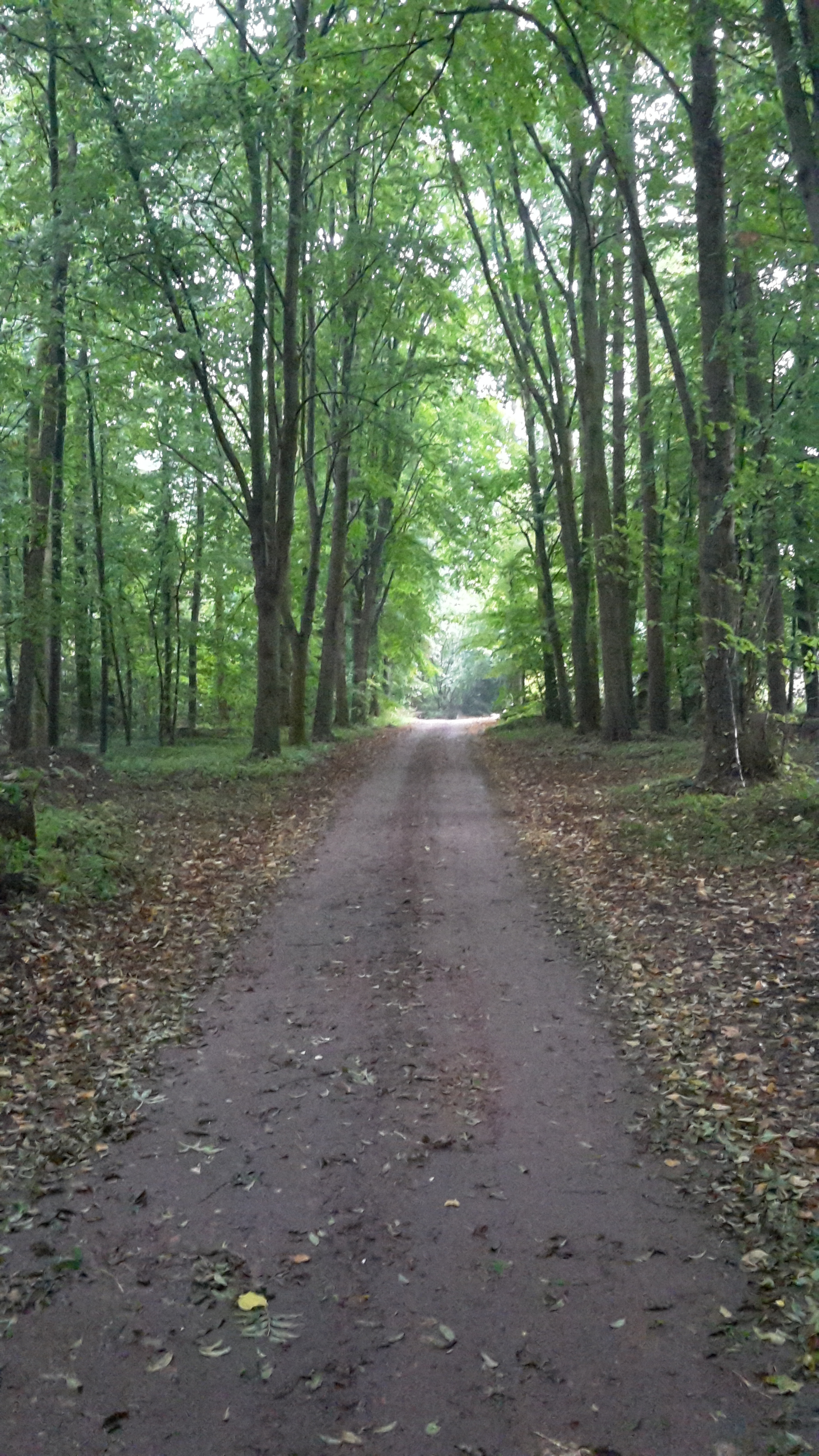
Waldweg
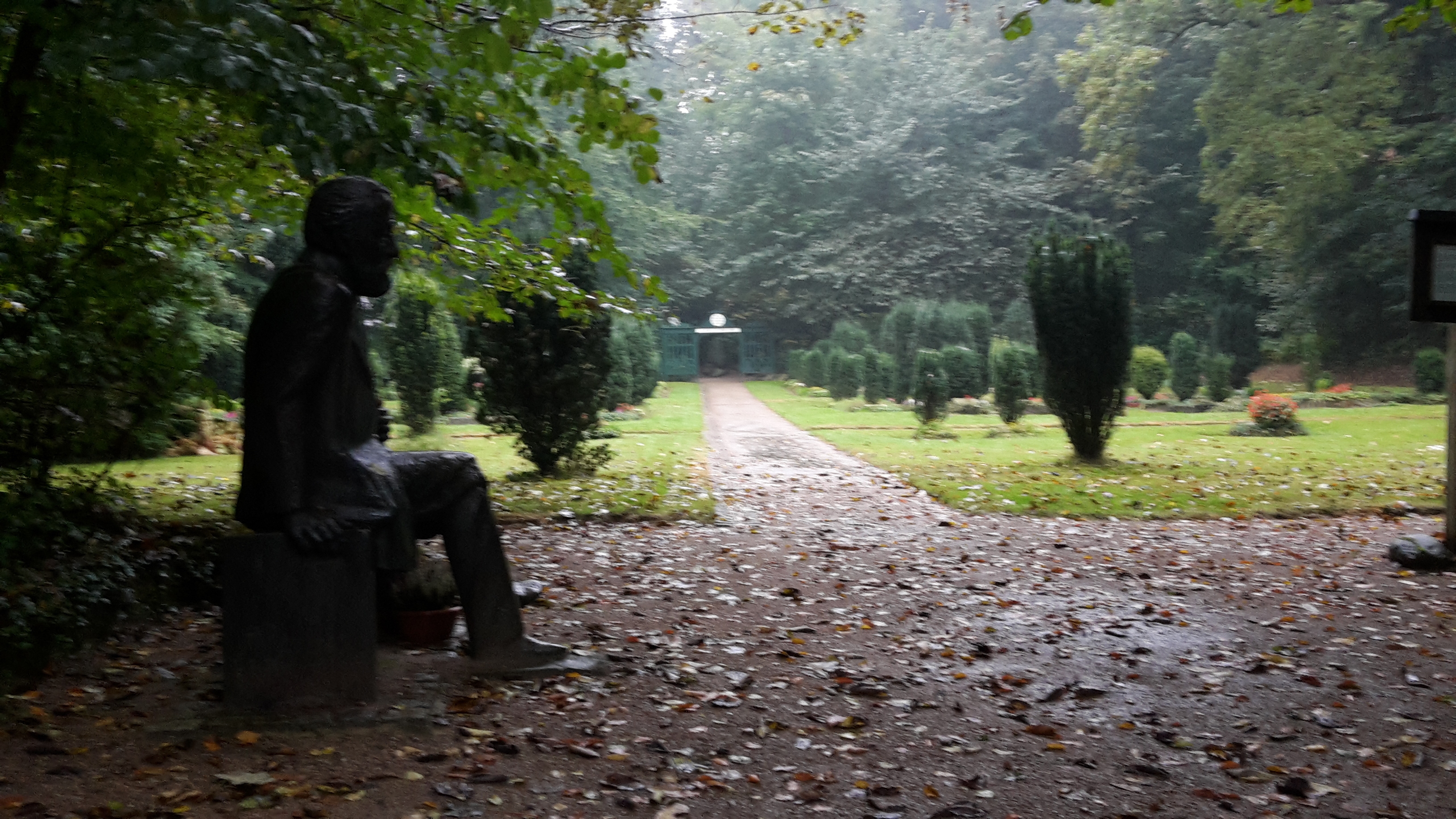
Statue Theodor Storm
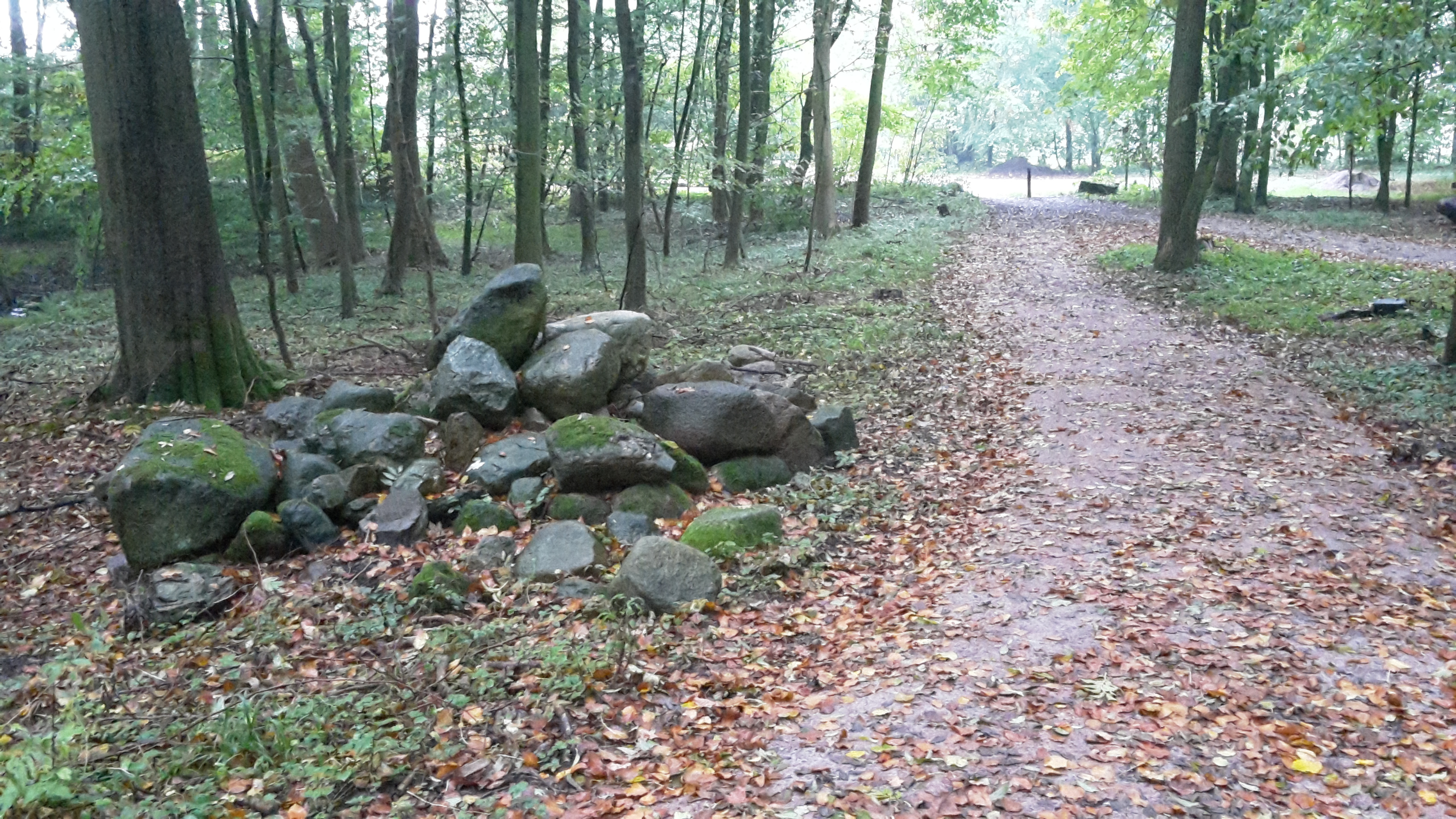
Steine am Wegesrand

## Landesbaumschule
Wilhelm Mannhardt (1800–1890) gründete am 4. März 1846 südöstlich des Parks bei Gokels die so genannte Landesbaumschule, deren Ziel die Aufforstung der ausgedehnten Heide- und Ödlandflächen Schleswig-Holsteins war. Die Baumschule wurde ein Vorreiter und Förderer des 1872 ins Leben gerufenen "Heidekulturvereins für Schleswig-Holstein". In dem heute auf rund 50 Hektar angewachsenen Waldstück befindet sich ein Gedenkstein für den Gründer der Landesbaumschule.